# Aberu Kebede
Aberu Kebede (Shewa, Etiopía, 12 de septiembre de 1989) es una deportista etíope, especializada en carreras de fondo. Ganó la prestigiosa maratón de Berlín en 2010 con un tiempo de 2:23:58, en 2012 en un tiempo de 2:20:30, y en 2016 en un tiempo de 2:20:45.